# Edmond Fitzmaurice, 1:e baron Fitzmaurice
Edmond George Fitzmaurice, 1:e baron Fitzmaurice, född den 19 juni 1846 i London, död den 21 juni 1935 i Bradford on Avon, var en brittisk politiker och skriftställare, son till Henry Petty-Fitzmaurice, 4:e markis av Lansdowne, yngre bror till Henry Petty-Fitzmaurice, 5:e markis av Lansdowne. Gift 1889-1894 med Caroline FitzGerald.
Fitzmaurice blev 1868 medlem av underhuset, som han tillhörde till 1885, då han på grund av sjuklighet avböjde återval, inträdde där ånyo 1898 och förflyttades i december 1906 som peer (baron Fitzmaurice; han var förut känd som lord Edmond Fitzmaurice) till överhuset för att som understatssekreterare för utrikes ärenden i den liberala ministären Campbell-Bannerman inför lorderna företräda regeringens utrikespolitik. Han blev i oktober 1908 kansler för hertigdömet Lancaster i ministären Asquith och avgick av hälsoskäl i juni 1909. 
Fitzmaurice utsågs 1881 till en av kommissarierna för reorganisationen enligt Berlinfördraget av de turkiska provinsernas förvaltning, var 1883 brittisk fullmäktig vid Londonkonferensen om Donauseglationens ordnande, 1882-85 understatssekreterare för utrikesärenden (under lord Granville i Gladstones andra ministär) och åtnjöt allmänt anseende som auktoritet i Balkanpolitiska frågor. Bland alstren av Fitzmaurices historisk-biografiska författarskap kan nämnas Life of William, Earl of Shelburne (3 band, 1875-76), Sir William Petty, the Political Economist (1895) och Life of Granville George Leveson-Gower, second earl Granville (2 band, 1905).